# Ermita de San Miguel Arcángel (Val de la Sabina)

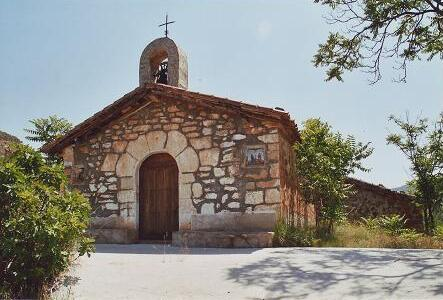
Fachada de la Ermita de San Miguel Arcángel, en Val de la Sabina, Ademuz (Valencia)..

La ermita de San Miguel Arcángel se halla en la pedanía de Val de la Sabina, término de Ademuz, comarca del Rincón de Ademuz, provincia de Valencia, (Comunidad Valenciana, España).
Es un Bien de Relevancia Local con identificador número 46.09.001-007.

## Historia
De las ermitas diseminadas por las aldeas del término de Ademuz, la de San Miguel Arcángel es la antigua. Aunque fue fundada con anterioridad, comienza a estar documentada a mediados del siglo XVI. Ya en esos momentos se encontraba entre los edificios administrados por el Síndico de las Ermitas, cargo nombrado por la municipalidad.
La primera referencia a Val de la Sabina en las Relaciones «ad limina» de los obispos de Segorbe data del pontificado de fray Francisco Gavaldá y Guasch (1656).
La ermita de san Miguel Arcángel constituye uno de los poquísimos edificios religiosos existentes en la comarca que son de fundación laica. Efectivamente, su institución se debió a la rama de los Castellblanc de Ademuz. Todavía siglos después, en 1767, un clérigo beneficiado de la iglesia de san Pedro y san Pablo de Ademuz, Francisco Blasco de Castellblanc, legaba en su testamento cierta cantidad de dinero para adornar la ermita del Señor San Miguel, construida y fundada por sus antepasados en la masía del Val.

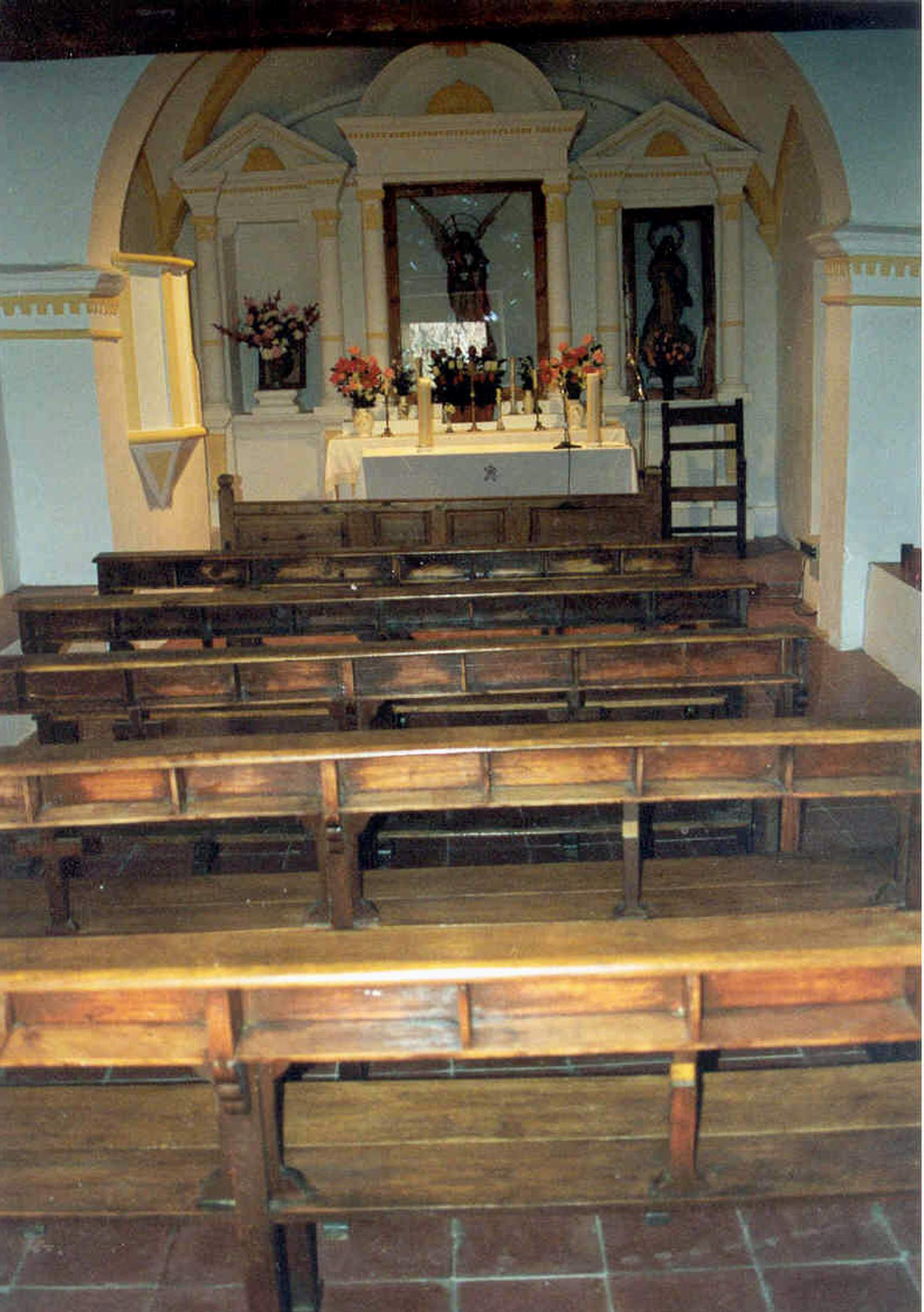
Vista de la nave y presbiterio de la ermita de Val de la Sabina, Ademuz (Valencia).

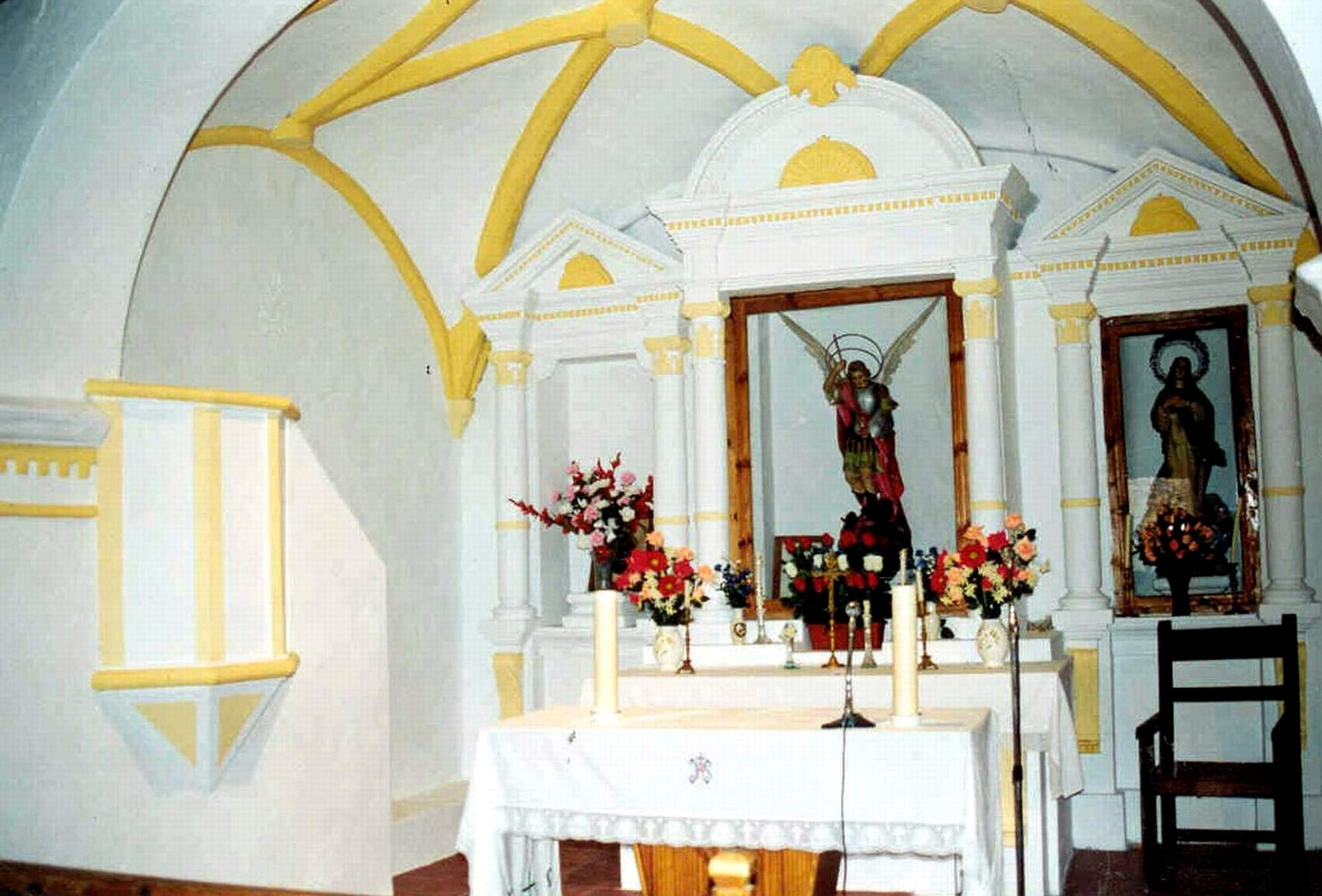
Presbiterio de la ermita de Val de la Sabina, Ademuz (Valencia), con detalle de las nervaduras de la cúpula.

## Descripción
El edificio es de gran sencillez, planta rectangular y nave única, sin capillas laterales. Está construido a base de mampostería con refuerzos de sillería tosca. Lo más destacado de su interior es el presbiterio que se halla cubierto por una bóveda de crucería gótica. La nave se cubre con una sencilla techumbre de madera a dos aguas, tipo parhilera con tabicas, tirantes, estribos y pendolones. En el lado de la Epístola se abre la pequeña sacristía y en el lado opuesto todavía se conserva su púlpito de obra sin tornavoz. Carece de patrimonio mueble antiguo. En el exterior destacan los contrafuertes que refuerzan los muros del presbiterio y su portada, consistente en un austero arco de medio punto flanqueado por dos escenas en cerámica del Calvario local -Estación XII (Jesús muere en la cruz) y XIV (Jesús es sepultado) en el frontis y Estación XIII (Jesús es bajado de la cruz y puesto en brazos de su madre) en la parte posterior-, y coronada por una pequeña espadaña con campana que responde al nombre de «San Miguel Arcángel», fundida por «Salvador Manclús» en Valencia, año 1975: pesa 24 kg y el diámetro de su boca es de 35 cm.-

## Galería

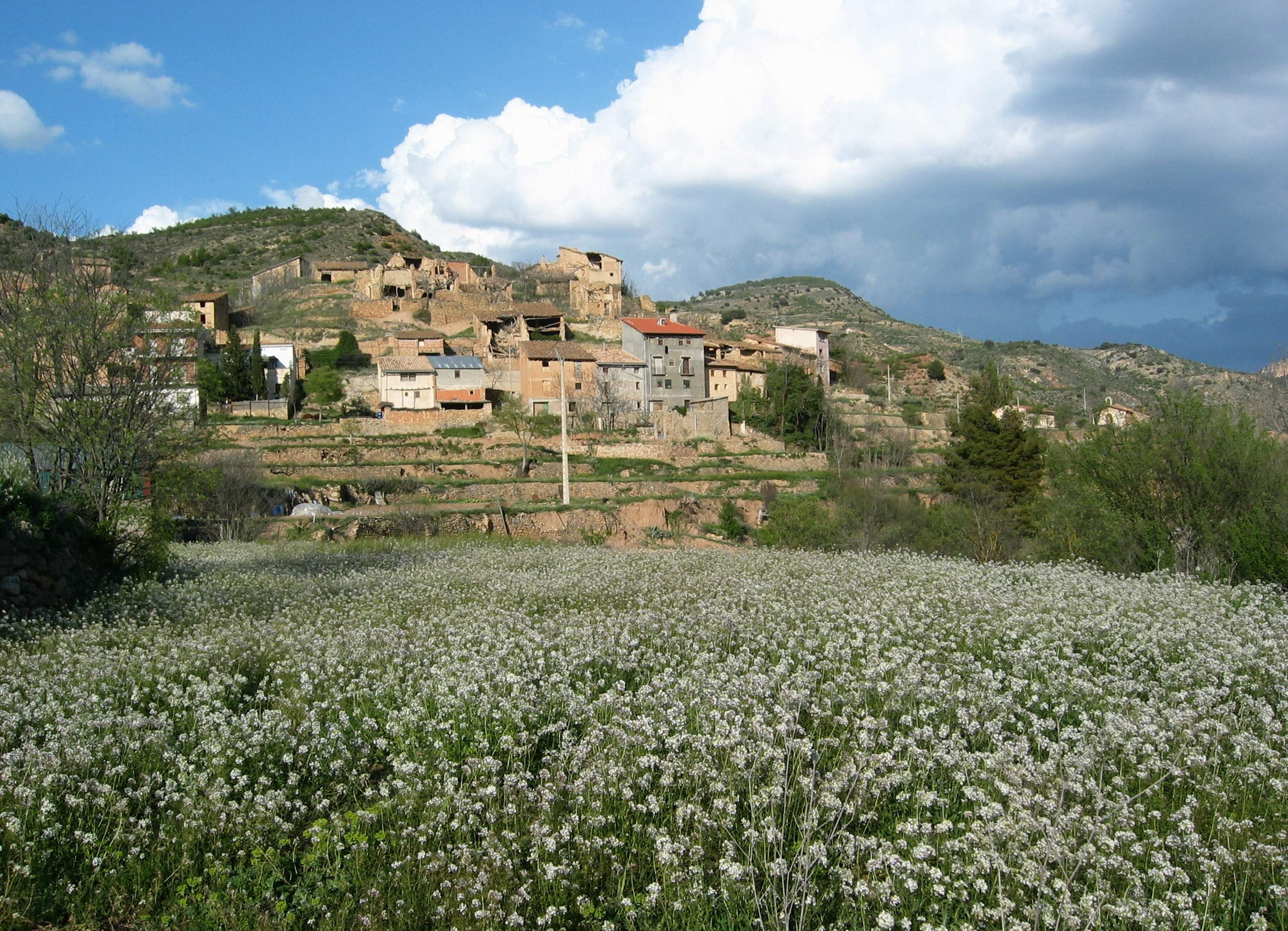
Vista parcial de Val de la Sabina, Ademuz (Valencia), desde la rambla.
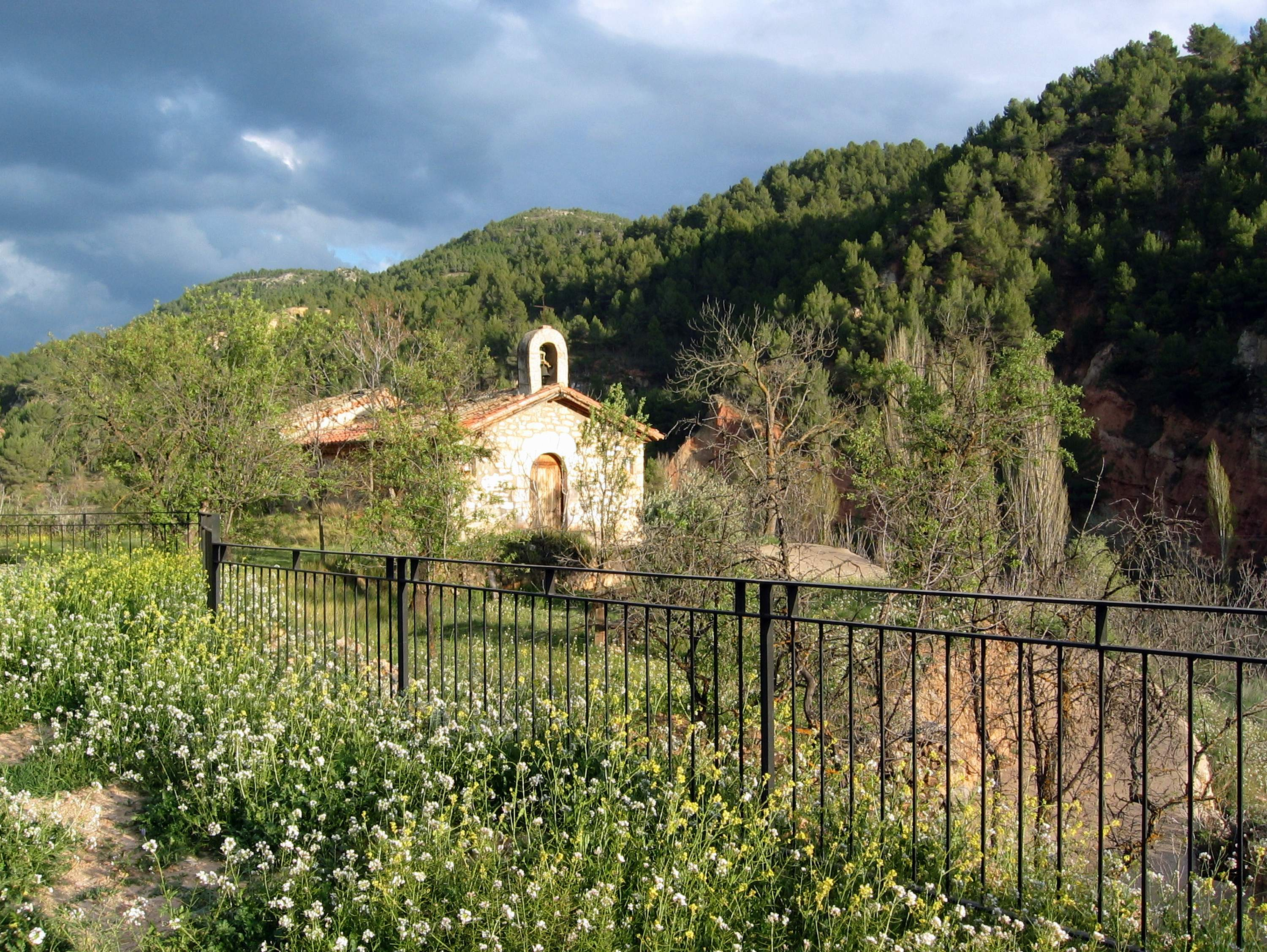
Vista general (fronto-lateral izquierda) de la ermita de Val de la Sabina, Ademuz (Valencia).
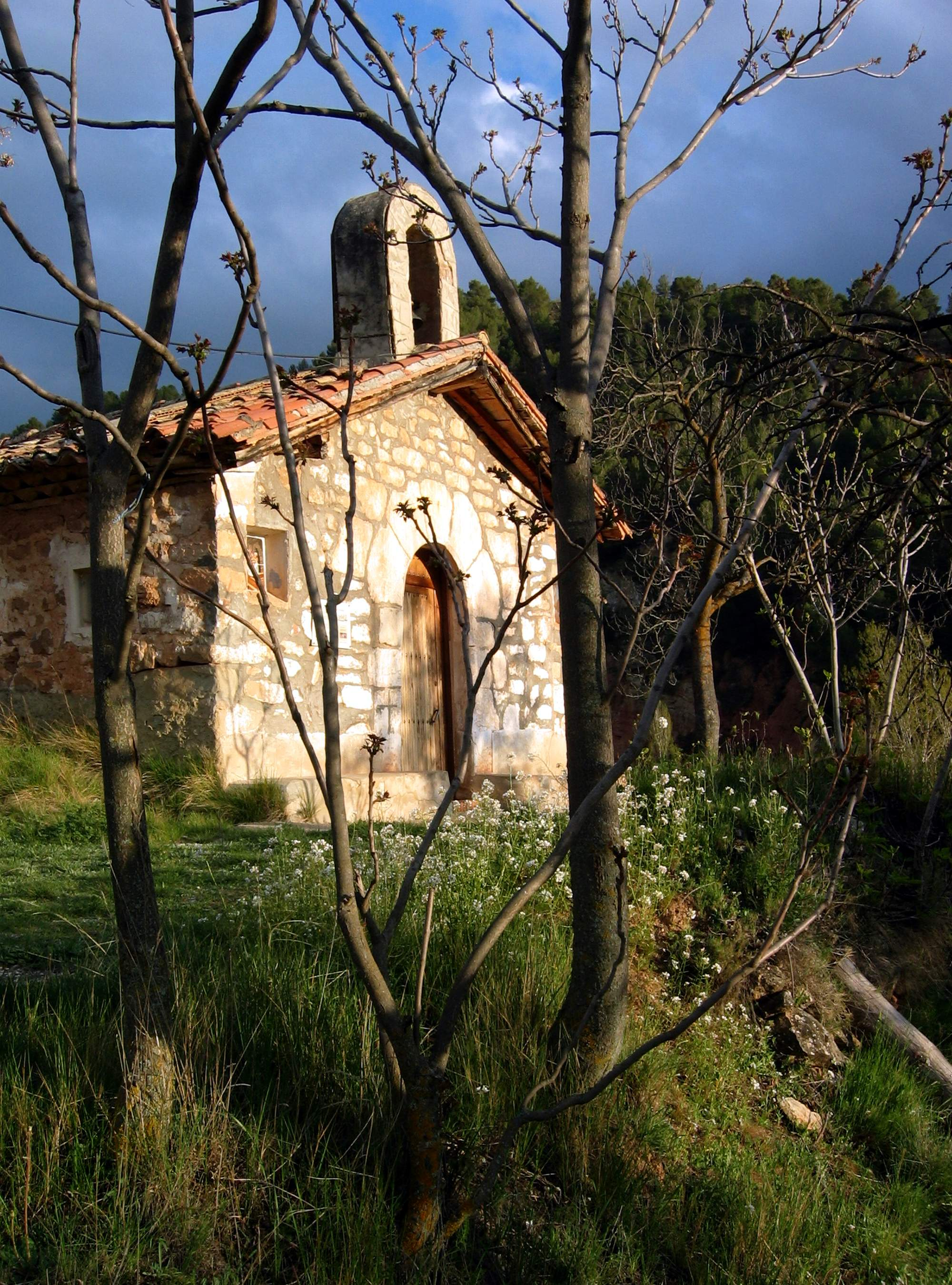
Vista fronto-lateral izquierda de la ermita de San Miguel Arcángel en Val de la Sabina, Ademuz (Valencia), con detalle de la espadaña.
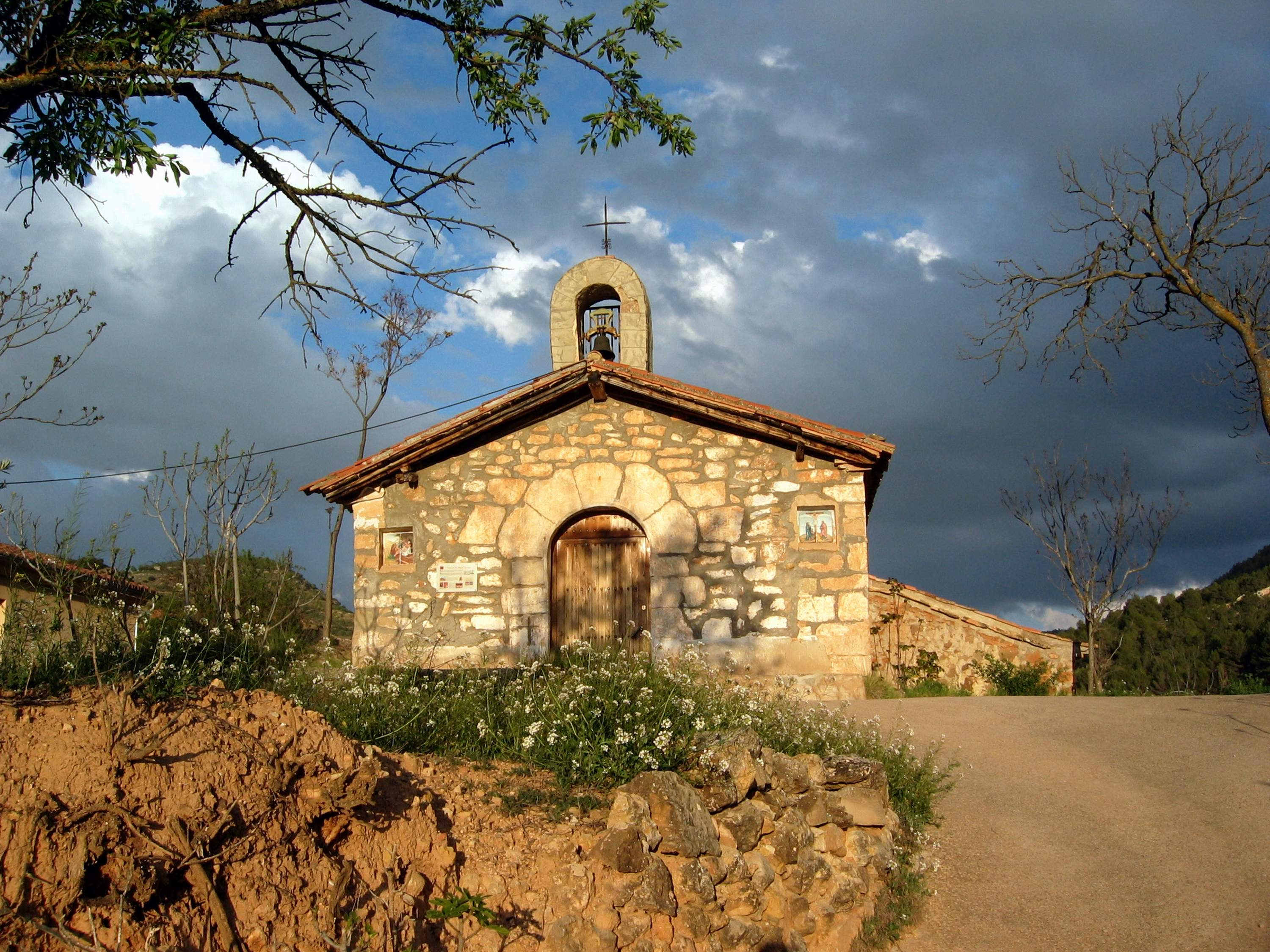
Vista frontal de la ermita de San Miguel Arcángel en Val de la Sabina, Ademuz (Valencia), con detalle del camino de acceso.
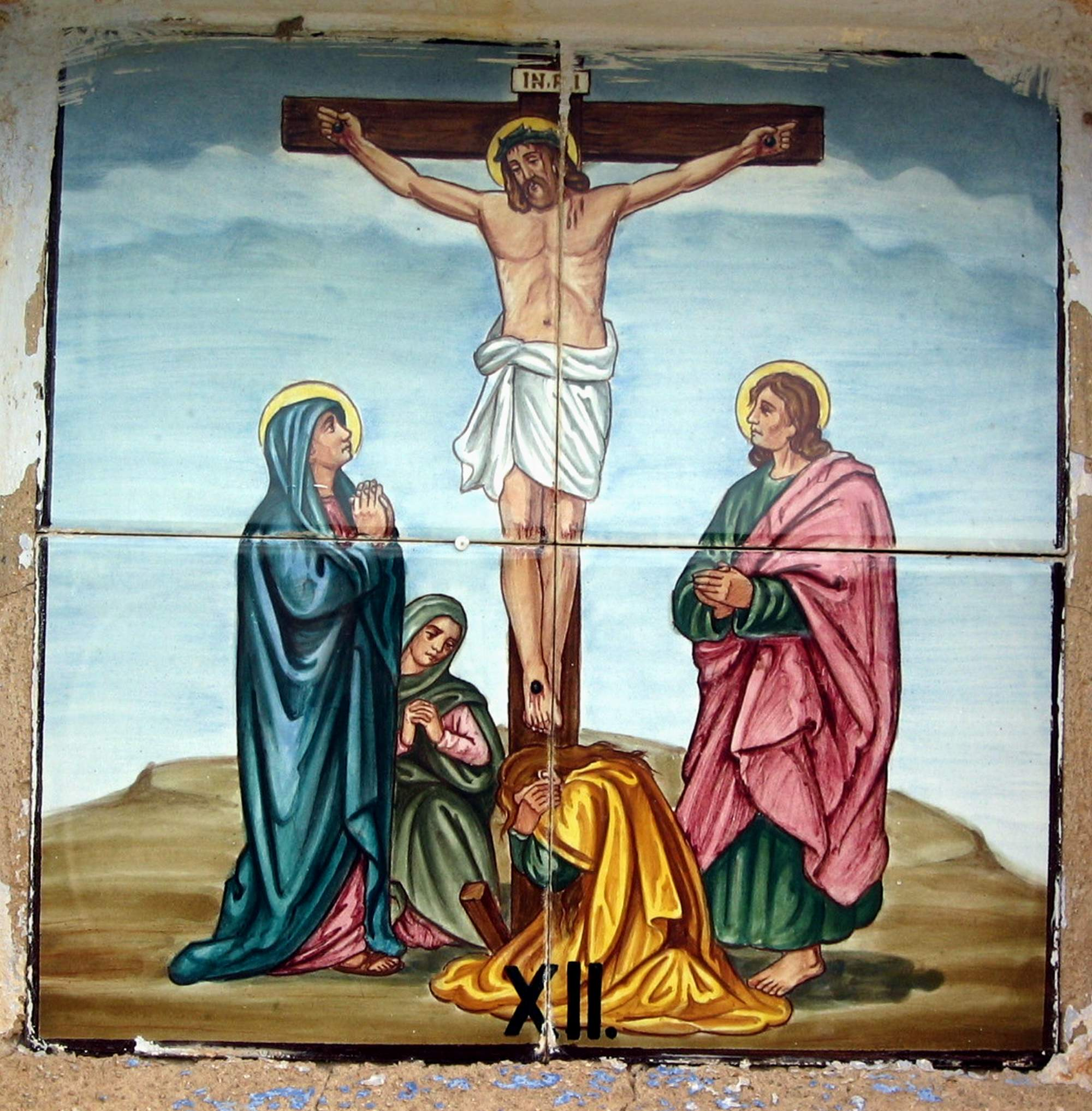
Estación XII del Vía Crucis colocada a la derecha de la entrada de la ermita de Val de la Sabina, Ademuz (Valencia).
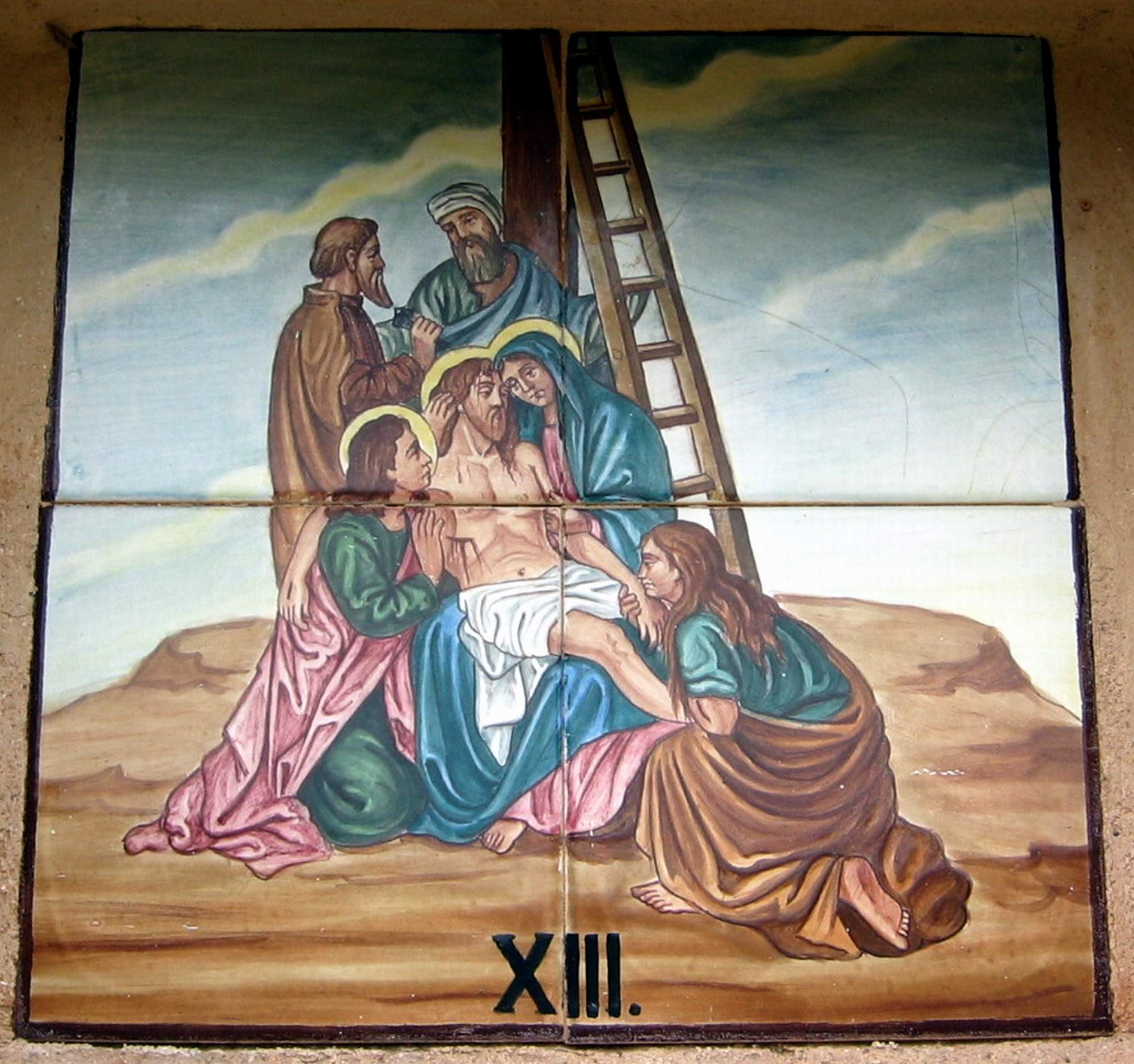
Estación XIII del Vía Crucis colocada en la parte posterior de la ermita Val de la Sabina, Ademuz (Valencia).
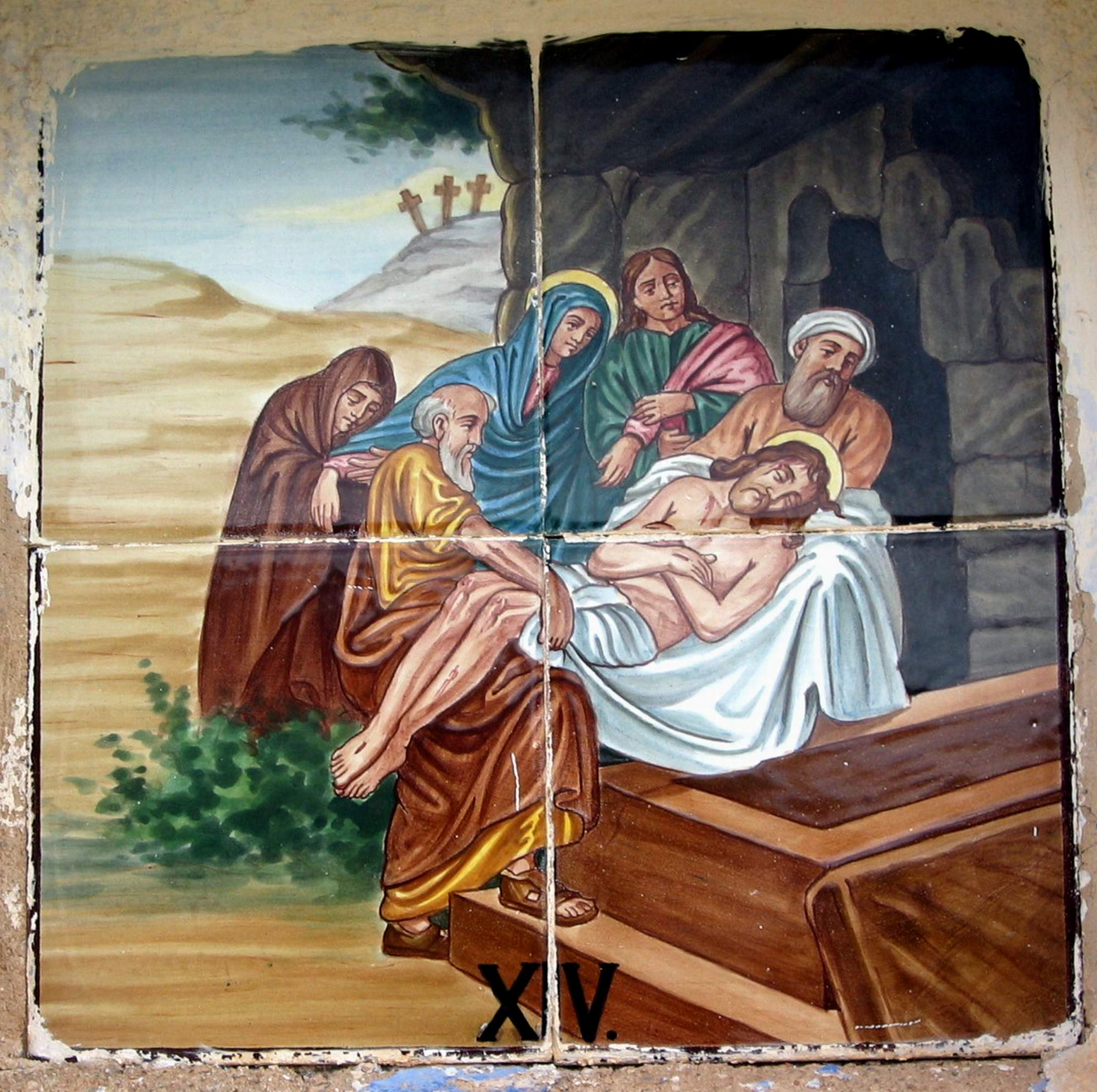
Estación XIV del Vía Crucis colocada a la izquierda de la entrada de la ermita de Val de la Sabina, Ademuz (Valencia).
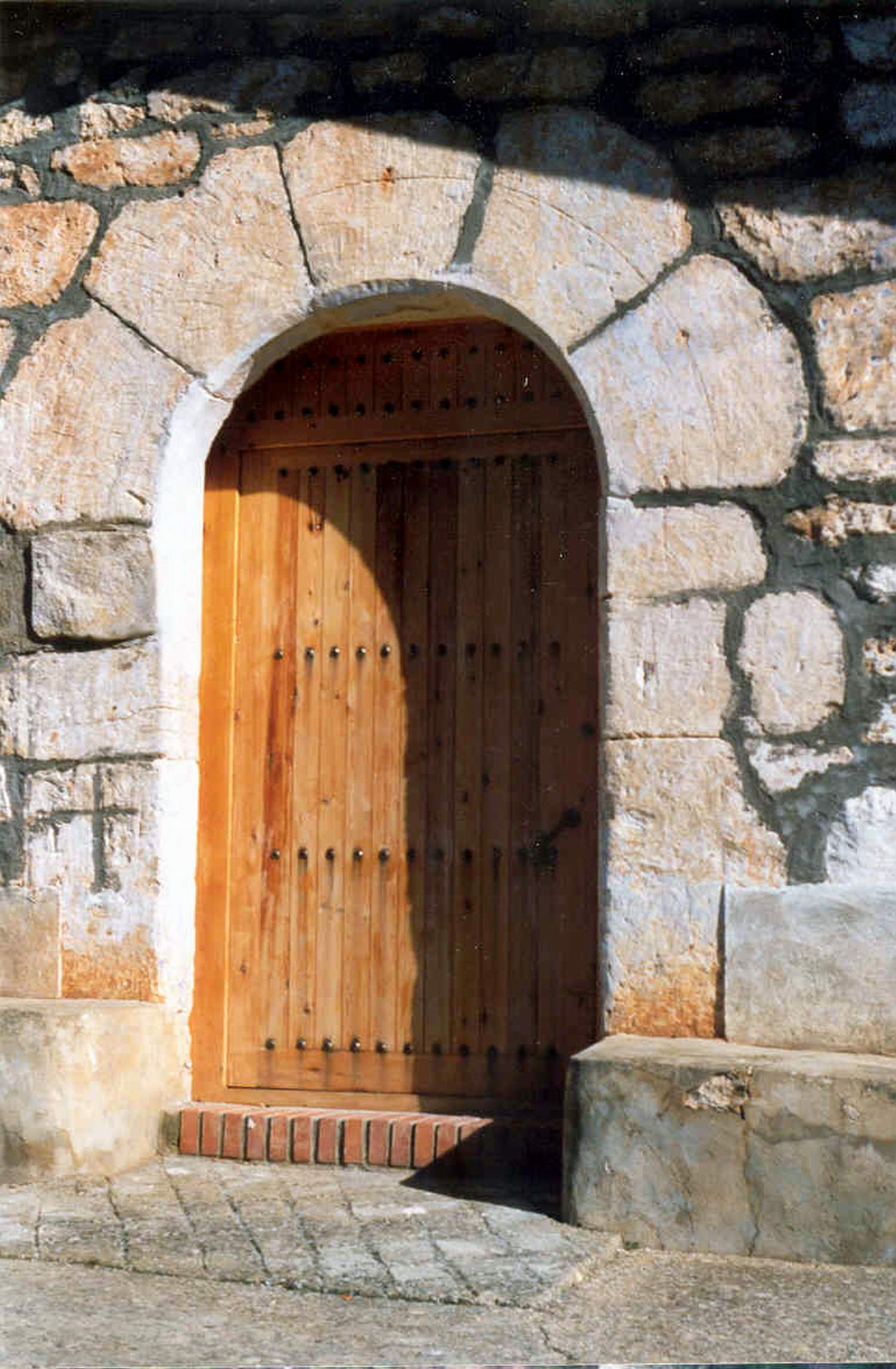
Detalle del arco de entrada a la ermita de Val de la Sabina, Ademuz (Valencia).
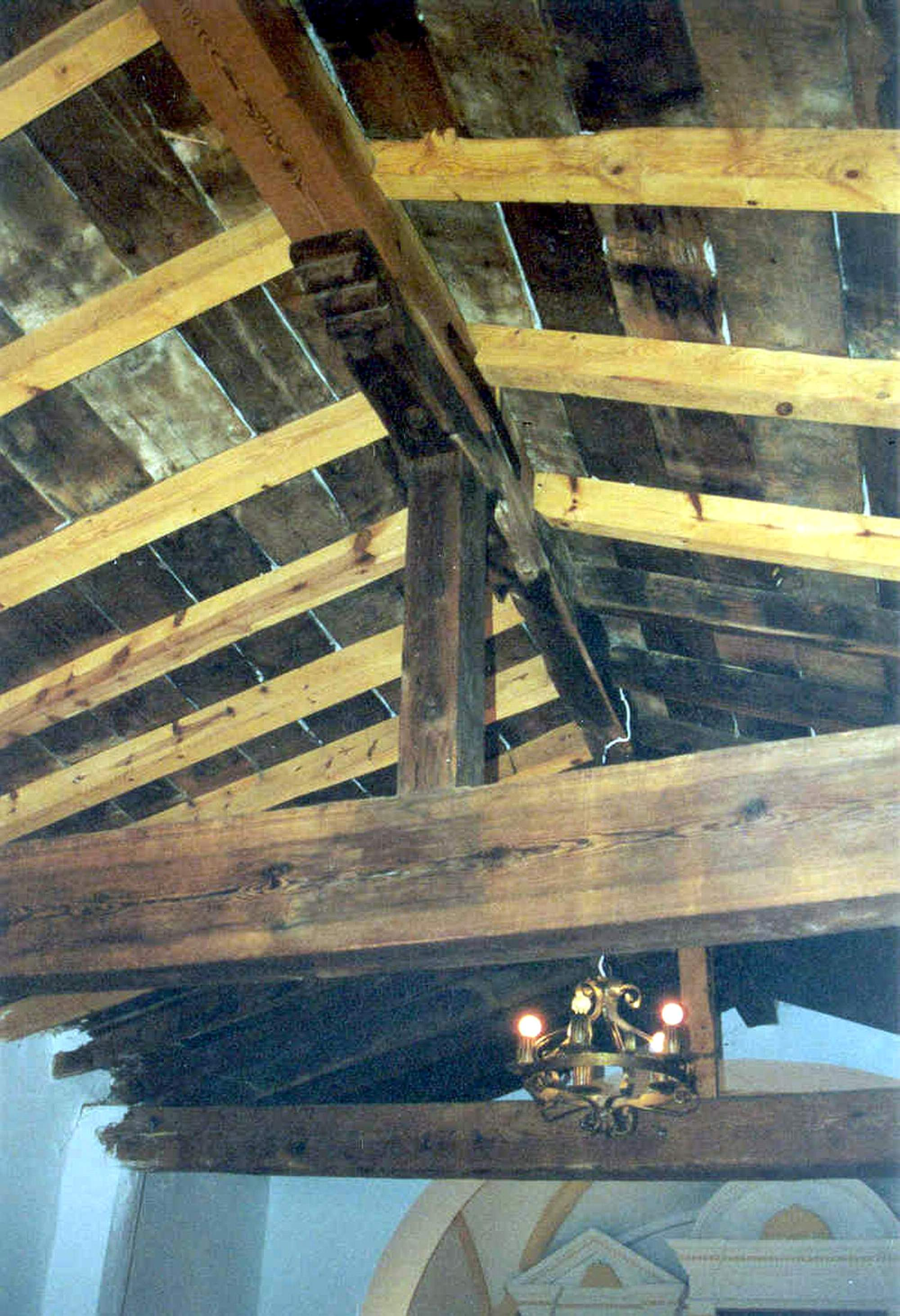
Detalle de la armadura de la techumbre, tipo parhilera de la ermita de Val de la Sabina, Ademuz (Valencia).